# Visó marí
El visó marí (Neogale macrodon) és una espècie de carnívor extint de la família dels mustèlids. Juntament amb la guineu de les Malvines, és una de les dues úniques espècies de carnívors terrestres que s'han extingit en temps històrics. El cos del visó marí era bastant més llarg i robust que el del seu parent molt proper, el visó americà.